# 와다이주

와다이주

와다이주(프랑스어: Région du Ouaddaï, 아랍어: منطقة وداي)는 차드 동부에 위치한 주로, 주도는 아베셰이며 3개 현(아숭가현, 주르프알아마르현, 와라현)을 관할한다. 2008년 실라주가 와다이주에서 분리되어 신설되었다.